# Trade Lake (Wisconsin)
Trade Lake es un pueblo ubicado en el condado de Burnett en el estado estadounidense de Wisconsin. En el Censo de 2010 tenía una población de 823 habitantes y una densidad poblacional de 8,95 personas por km².

## Geografía
Trade Lake se encuentra ubicado en las coordenadas 45°41′4″N 92°35′14″O / 45.68444, -92.58722. Según la Oficina del Censo de los Estados Unidos, Trade Lake tiene una superficie total de 91.92 km², de la cual 84.18 km² corresponden a tierra firme y (8.41%) 7.73 km² es agua.

## Demografía
Según el censo de 2010, había 823 personas residiendo en Trade Lake. La densidad de población era de 8,95 hab./km². De los 823 habitantes, Trade Lake estaba compuesto por el 97.45% blancos, el 0.24% eran afroamericanos, el 0.12% eran amerindios, el 0% eran asiáticos, el 0% eran isleños del Pacífico, el 0.24% eran de otras razas y el 1.94% pertenecían a dos o más razas. Del total de la población el 0.97% eran hispanos o latinos de cualquier raza.